# Françoise Tulkens
 (août 2018).
Si vous disposez d'ouvrages ou d'articles de référence ou si vous connaissez des sites web de qualité traitant du thème abordé ici, merci de compléter l'article en donnant les références utiles à sa vérifiabilité et en les liant à la section « Notes et références ».
Françoise, baronne Tulkens, née le 12 septembre 1942 à Bruxelles est une magistrate belge.

## Biographie
Françoise Tulkens est née à Bruxelles. Licenciée en criminologie, elle a obtenu son doctorat en droit à l'Université catholique de Louvain en 1965. Elle a été avocate au Barreau de Bruxelles jusqu'en 1968, où elle est devenue chercheuse au Fonds National de la Recherche Scientifique. Elle a obtenu son agrégation pour l'enseignement supérieur en 1976 et est devenue professeur à l'Université catholique de Louvain la même année. Elle a été juge à la Cour européenne des droits de l'homme de 1998 à 2012 et vice-présidente de la Cour de février 2011 à septembre 2012. Elle est l'auteure de nombreux articles et ouvrages consacrés aux droits de l'homme et au droit pénal. 
Dans un entretien à la RTBF le 28 décembre 2021, elle rappelle que, selon Hannah Arendt, le citoyen peut devoir se rebeller pacifiquement, en ultime recours par une désobéissance civile, pour stimuler le débat démocratique et pour rappeler l'esprit des lois  . 
A l'Université Panthéon-Assas Paris II, le 15 septembre 2022, elle assure la conférence inaugurale du master "Droits de l'homme et Justice internationale" . Le CRDH (Centre de Recherche sur les Droits de l'Homme et le Droit Humanitaire) diffuse la conférence sur Youtube . 
Elle est la présidente de la troisième édition de Concertina, Rencontres estivales autour des enfermements en 2023.

## Carrière
- 1965-68 : Avocate au Barreau de Bruxelles ;
- 1968-76 : Chercheur FNRS (Fonds national de la recherche scientifique) ;
- 1976-98 : Professeur à l’Université catholique de Louvain et Professeur invité aux universités de Genève, Ottawa, Paris I et Rennes ;
- 1993-98 : Présidente du comité scientifique du Groupe européen de recherche sur les normativités du CNRS ;
- 1994-98 : Rédactrice en chef de la Revue internationale de droit pénal ;
- 1996-98 : Administratrice, ensuite présidente de la Ligue des droits de l'homme (Belgique francophone) ;
- 1996-97 : Expert auprès du Comité européen pour la prévention de la torture ;
- 1998-2012 : Juge à la Cour européenne des droits de l'homme;
- 2012-2016: Membre  du  Comité  consultatif  des  Nations  Unies  pour  les  droits  de  l’homme au Kosovo (Human Rights Advisory Panel in Kosovo)[7];
- 1er janvier 2012 : succède à Peter Piot comme Présidente de la Fondation Roi Baudouin[8].
- 2013-2018 : Membre du comité scientifique de l’Agence des droits fondamentaux de l’Union européenne (Vienne) [9];
- 2015-: Membre de la Commission fédérale de déontologie belge[10];
- 2016-2017 : Juge lors du tribunal citoyen de Monsanto[11];
- 2017- : Co-présidente de l’Institut de promotion des formations sur l’islam (Fédération Wallonie-Bruxelles)[12]

## Distinctions
- Docteur honoris causa des universités  d'Ottawa (2002), de Genève (2006), de Limoges (2006), de Gand (2013), de Liège (2015) et de Brighton (2015)[2].

- Elle a obtenu une concession de noblesse personnelle et du titre personnel de baronne, accordée par le roi Albert II de Belgique en 2010[13].